# 후마니타스 대학교
후마니타스 대학교(Humanitas University)는 Hunimed로도 알려져 있으며, 의학 및 생물 의학에 전념하는 이탈리아의 국제 사립 대학이다. 밀라노 광역시의 구성 요소인 피에베 에마누엘레(Pieve Emanuele) 시에 위치한 이 대학의 캠퍼스는 광대한 후마니타스 연구 병원 캠퍼스와 완벽하게 통합되어 있다.

## 역사
1997년 이후 밀라노 대학교의 의학 및 외과 학부와의 협정을 통해 후마니타스 연구 병원 내 의대생의 교육 활동을 위한 협업이 가능해졌다. 이후 간호학 및 의학 학위 과정이 각각 2000년과 2003년에 시작되었다.
2010년 밀라노 대학과 협력하여 후마니타스에 영어로 제공되는 국제 의학 및 외과 학위 프로그램이 설립되었다.
2014년 후마니타스 연구 병원과 후마니타스 연구 재단은 후마니타스 대학교 설립을 공동으로 옹호했다. 생명과학에 전념하는 이 사립 기관은 2014년 6월 20일 이탈리아 교육부로부터 법적 인정을 받았다.

## 같이 보기
- 밀라노 대학교 국제 의과 대학